# کرم سردوکی
کرم سردوکی (نام علمی: Enteropneusta) نام یک رده از شاخه نیم‌طنابداران است.این موجودات ۷۰٪ ژن مشترک با انسان دارد. در مجموع 111 گونه شناخته شده از کرم بلوط در جهان وجود دارد که گونه اصلی برای تحقیق Saccoglossus kowalevskii است.
تا همین اواخر، تصور می‌شد که همه گونه‌های این کرم ها در رسوبات بستر دریا و به عنوان خوراک‌دهنده رسوبی یا تغذیه‌کننده معلق زندگی می‌کنند. با این حال، در اوایل قرن بیست و یکم،  خانواده جدیدی از این گونه به نام Torquaratoridae دیده می شود که ظاهراً به اعماق دریا محدود نمی شوند بلکه بیشتر این گونه‌ جدید روی سطح کف اقیانوس می‌خزند و به‌طور متناوب به ستون آب بالا می‌روند.
مطابق با بررسی های صورت گرفته و فرضیات موجود گمان می شود که اجداد کرم‌های بلوط در گذشته دور در لوله‌هایی مانند بستگان این کرم ها (یعنی Pterobranchia) زندگی می‌کردند، اما در نهایت به جای آن، زندگی امن‌تر را در لانه‌های رسوبی آغاز کردند.  برخی از این کرم ها ممکن است میتواند به طول های بسیار زیاد رشد کنند. طول یک گونه خاص ممکن است به 2.5 متر هم برسد، اگرچه اکثر کرم های بلوط بسیار کوچکتر هستند. لازم به ذکر است این کرم ها به دلیل ترشحات حاوی عناصری مانند ید، بویی شبیه یدوفرم دارند.

## آناتومی
طول اکثر کرم‌های سر دوکی بین 9 تا 45 سانتی‌متر بوده ولی طول بزرگترین گونه آن، Balanoglossus gigas، به 1.5 مترو حتی بیشتر هم می‌رسد. بدن از سه قسمت اصلی تشکیل شده است: یک پوزه ی بلوط شکل، یک یقه گوشتی کوتاه که در پشت آن قرار دارد و یک تنه بلند و کرم مانند. دهان این موجود در یقه پشت پوزه ی انها قرار دارد.
پوست این کرم ها با مژه ها و همچنین غدد ترشح کننده مخاط پوشیده شده است. برخی از آنها یک ترکیب برمید تولید می کنند که بوی دارویی به آنها می دهد و ممکن است از آنها در برابر باکتری ها و شکارچیان محافظت کند. این کرم ها به حرکت های حلقوی شکل به آرامی حرکت میکنند. 